# Gemüsekohl
Gemüsekohl (Brassica oleracea) ist eine formenreiche Pflanzenart der Gattung Kohl (Brassica) in der Familie der Kreuzblütengewächse (Brassicaceae). Die Zuchtformen umfassen etliche Gemüse-Kulturformen.

## Beschreibung

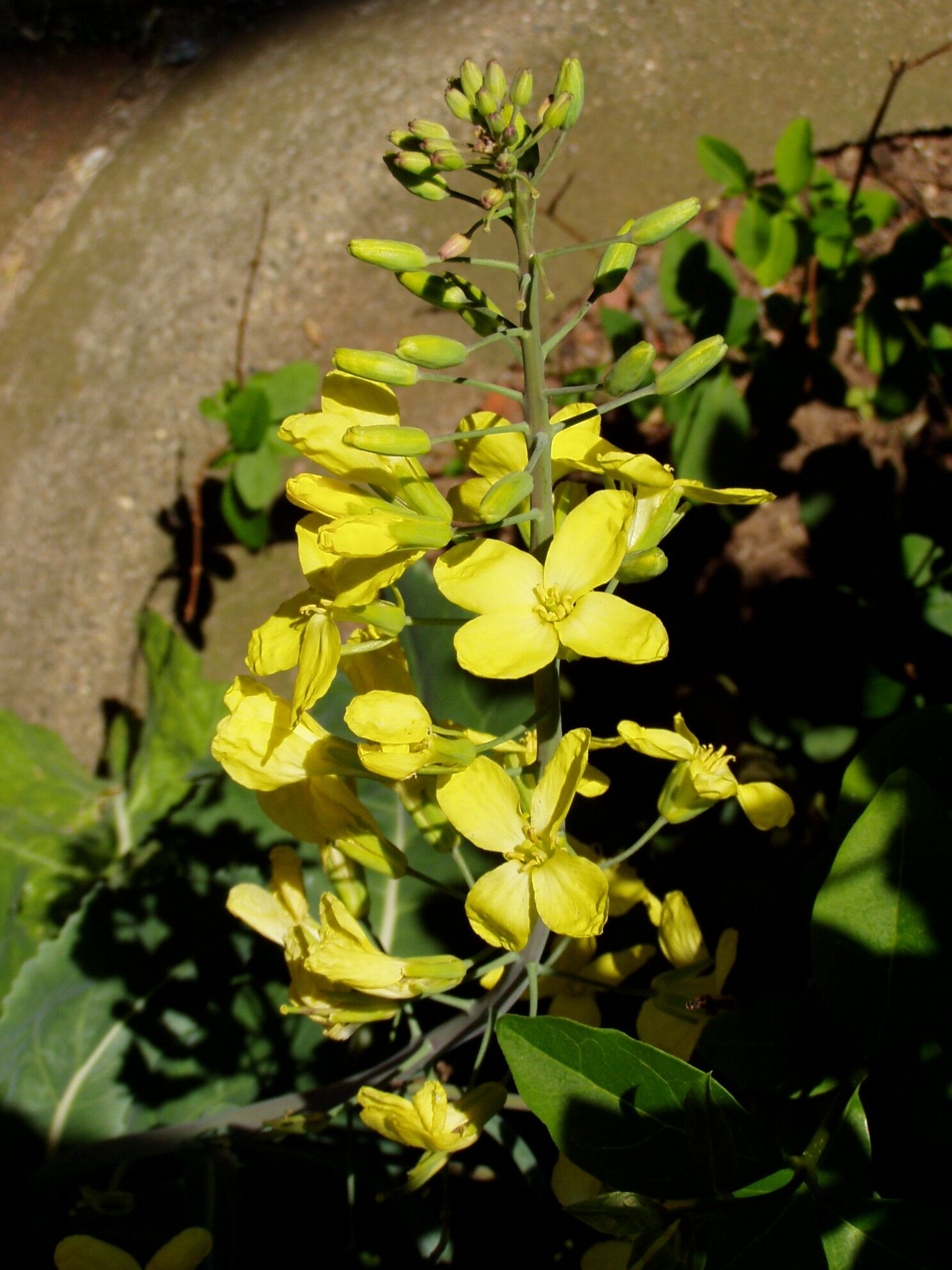
Blütenstand eines Wildkohls

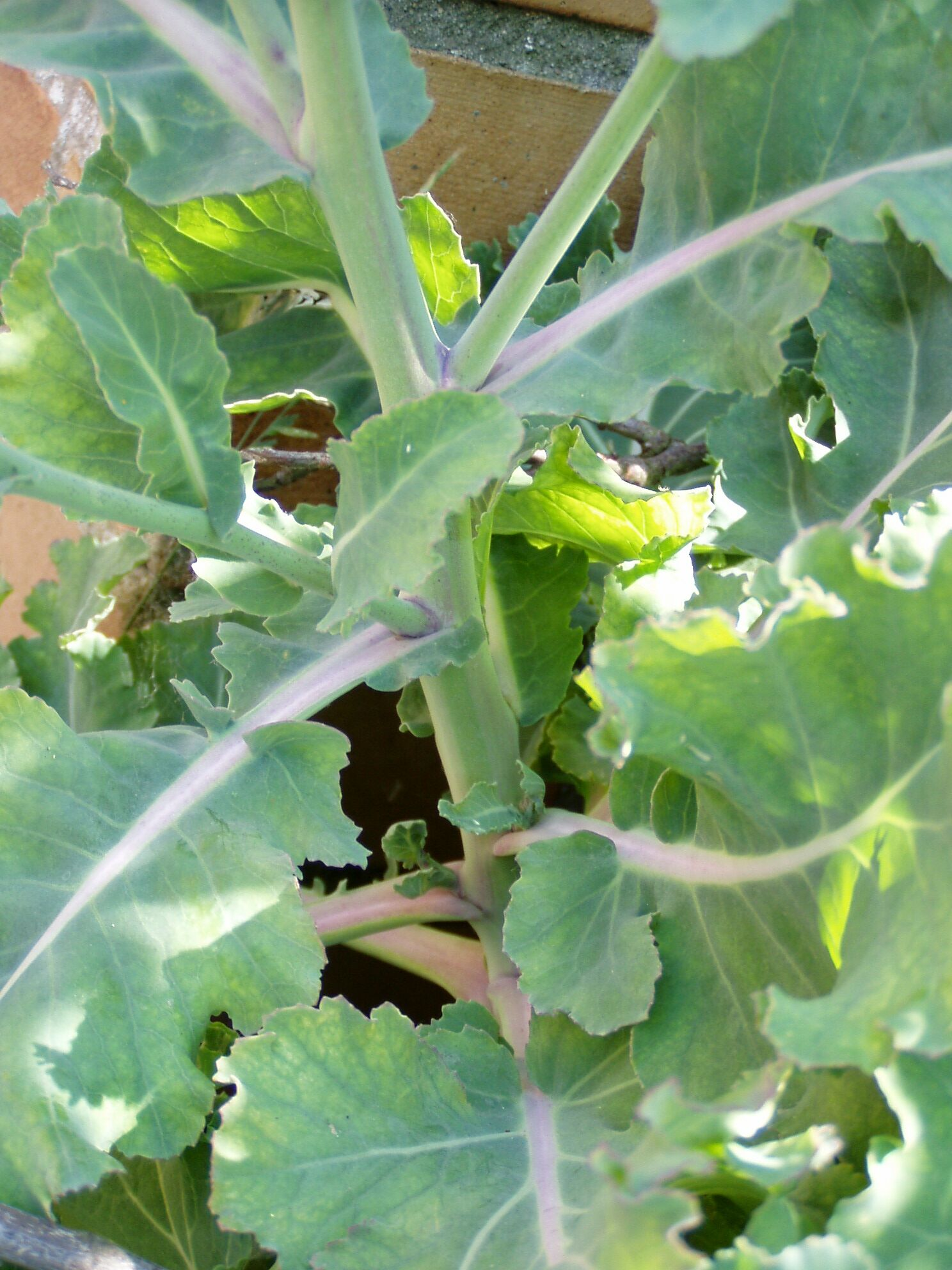
Stängel und Blätter des Wildkohls

### Vegetative Merkmale
Der Gemüsekohl ist eine ein- bis zweijährige (Kulturformen) oder ausdauernde, krautige Pflanze, die im höheren Alter verholzt sein kann. Die Wuchshöhen betragen meist 50 bis 100 (40 bis 120) Zentimeter. Der Stängel ist abstehend-sparrig, jedoch wenig verzweigt und aufrecht.
Die wechselständig am Stängel angeordneten Laubblätter sind oft in Blattstiel und -spreite gegliedert und oft abwischbar blau bereift sowie meist kahl. Die Blattspreite ist meist leierförmig fiederspaltig oder auch ungeteilt. Die oberen Stängelblätter sind an der Spreitenbasis gerundet oder verschmälert und sitzend. 

### Generative Merkmale
Blütezeit ist April bis September. Der Blütenstand ist schon beim Aufblühen verlängert und locker; die geöffneten Blüten stehen tiefer als die Knospen. Die Blütenstiele sind meist länger als der Kelch und fast so lang wie die ganze Blüte.
Die zwittrigen Blüten sind vierzählig mit doppelter Blütenhülle. Die vier aufrechten Kelchblätter sind bei einer Länge von 6 bis 12 Millimetern schmal-elliptisch lang. Die vier schwefel-gelben Kronblätter sind bei einer Länge von 12 bis 26 Millimetern schmal-elliptisch oder schmal verkehrt-eiförmig; ihre Platte ist am Grund allmählich verschmälert und ihr Nagel ist schmal keilförmig und etwa so lang wie der Kelch. Die Staubblätter sind aufrecht. Von den vier Nektardrüsen stehen zwei an der Innenseite der beiden kürzeren Staubblätter und die 2 anderen außen je zwischen den zwei längeren Staubblättern.
Der Fruchtstiel ist erst aufrecht, später abstehend oder hängend. Die Früchte sind die für die Familie typischen Schoten. Die Schoten sind 4 bis 13 Zentimeter lang und 3 bis 4 Millimeter breit. Die Fruchtklappen sind gewölbt und durch die Samen höckerig aufgetrieben. Jedes Fruchtfach enthält 8 bis 16 Samen. Der Fruchtschnabel weist etwa ein Zehntel bis ein Viertel der Länge der Fruchtklappen auf. Die Samen sind bei einem Durchmesser von 1,5 bis 4 Millimetern fast kugelig.

### Chromosomen
Alle Formen und Varietäten haben dieselbe Chromosomenzahl 2n = 18. Sie besitzen ca. 100.000 Gene verteilt auf ein Genom von 599 bis 868 Mbp (Millionen Basenpaare), und somit vier- bis zehnmal so viele wie die Modellpflanze Arabidopsis thaliana.

## Ökologie

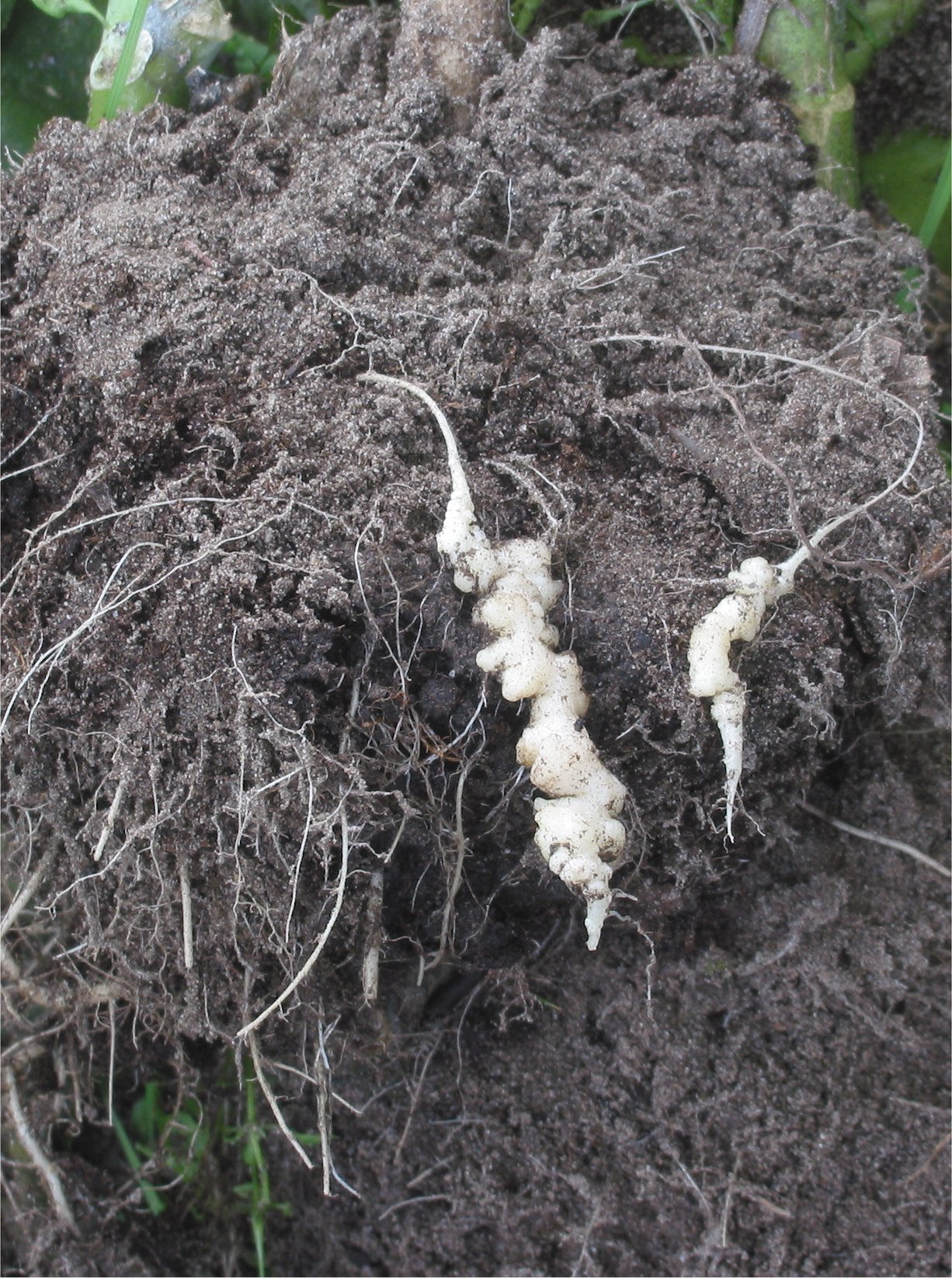
Kohlhernie beim Blumenkohl

Die Bestäubung erfolgt durch Insekten oder durch Selbstbestäubung. Die Ausbreitung der Samen erfolgt durch den Wind, durch Selbstausbreitung oder durch den Menschen (Anemochorie, Autochorie, Hemerochorie). Die Samen, die sich im Schnabelteil der Frucht entwickeln, sind leichter als die anderen, diese entwickeln sich auch später zu schwächeren Pflanzen.
Brassica oleracea ist Wirtspflanze für den Pilz Plasmodiophora brassicae, der die Kohlhernie hervorruft. Der Pilz Olpidium brassicae bewirkt das Umfallen der jungen Kohlpflanzen. Eine andere Umfallkrankheit, die Wurzelhals- und Stängelfäule wird durch den Pilz Phoma lingam hervorgerufen. Eine Schwarztrockenfäule des Kohls wird durch das Bakterium Pseudomonas campestris erzeugt. Die häufigste Krankheit durch Viren wird durch das Blumenkohlmosaikvirus hervorgerufen.

## Vorkommen
Ursprünglich ist die Wildform des Gemüsekohls in den meridionalen bis temperaten, ozeanisch geprägten Küstenbereichen Europas heimisch. Sie wächst auf Felsen, zum Teil auf Küstenkliffen, aber auch in Gebirgen. Wenige Autoren glauben, dass die Wildform ursprünglich nur in Spanien, Frankreich und Großbritannien vorkommt; die Vermutungen gehen aber weit auseinander; es gibt Autoren, die ein weites ursprüngliches Verbreitungsgebiet für die Wildformen angeben.
In Deutschland kommt die Wildform nur auf Helgoland vor und wird hier „Klippenkohl“ genannt. Er wächst hier in der Pflanzengesellschaft Brassicetum oleraceae (Crithmo-Armerion maritimae) an den Felshängen der Insel und teilweise an Ruderalstandorten, die den Schafen nicht zugänglich sind.
Die Zuchtformen kommen außer in Gärten und auf Äckern selten auch verwildert vor und siedeln dann auf Schutt und auf frischen, nährstoffreichen Böden. Im Berner Oberland wird die Art bis in Höhen von 1870 Meter kultiviert.
Die ökologischen Zeigerwerte nach Landolt et al. 2010 sind in der Schweiz: Feuchtezahl F = 3+ (feucht), Lichtzahl L = 4 (hell), Reaktionszahl R = 3 (schwach sauer bis neutral), Temperaturzahl T = 3+ (unter-montan und ober-kollin), Nährstoffzahl N = 5 (sehr nährstoffreich bis überdüngt), Kontinentalitätszahl K = 2 (subozeanisch), Salztoleranz 1 = tolerant.

## Wirtschaftliche Bedeutung

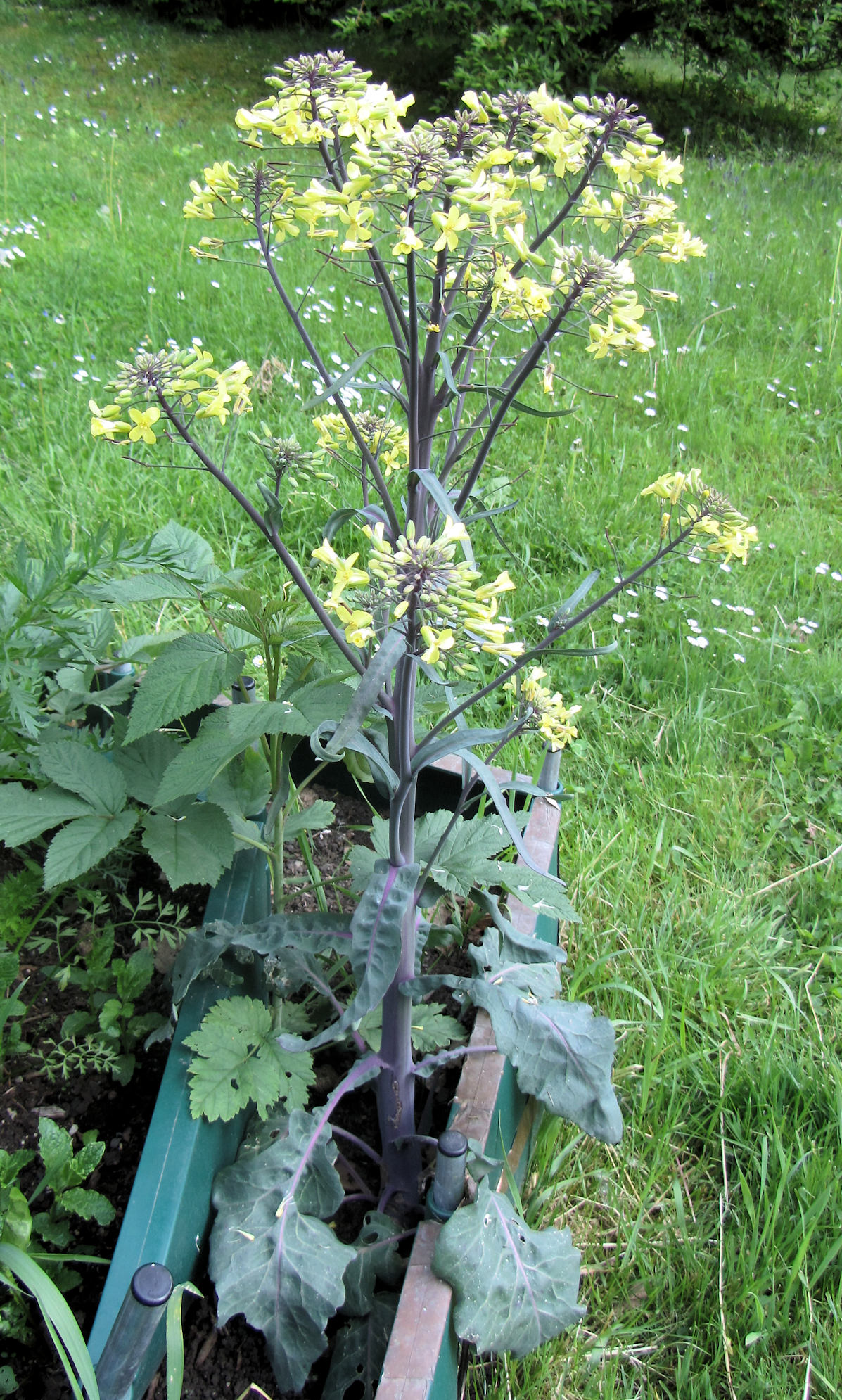
Blühender Kohlrabi

2022 wurden laut der Ernährungs- und Landwirtschaftsorganisation FAO weltweit 72.603.755 t Gemüsekohl geerntet.
Folgende Tabelle gibt eine Übersicht über die zehn größten Produzenten von Gemüsekohl weltweit, die insgesamt 79,4 % der Erntemenge produzierten.
| Rang | Land                | Menge (in t) |
| ---- | ------------------- | ------------ |
| 01   | Volksrepublik China | 34.986.294   |
| 02   | Indien              | 9.825.000    |
| 03   | Südkorea            | 2.428.894    |
| 04   | Russland            | 2.298.209    |
| 05   | Ukraine             | 1.533.450    |
| 06   | Indonesien          | 1.503.798    |
| 07   | Japan               | 1.460.066    |
| 08   | Kenia               | 1.381.935    |
| 09   | Vietnam             | 1.174.615    |
| 10   | Vereinigte Staaten  | 1.029.337    |
|      | Top Ten             | 57.621.598   |
|      | restliche Länder    | 14.982.157   |

Die größten Produzenten in der europäischen Union waren: Deutschland (650.360 t), Italien (403.890 t), und Rumänien (387.400 t).

## Systematik

### Wildformen
Der Wildkohl kommt in fünf größeren, nicht aneinandergrenzenden Gebieten vor. Die Pflanzenpopulationen dieser Gebiete unterscheiden sich hinsichtlich ihrer Morphologie (Wuchshöhe, Verzweigungsgrad, Blattmerkmale, Blütenfarbe), lassen sich jedoch frei untereinander kreuzen. Sie werden daher je nach Autor als Art oder als geografische Unterart geführt:
1. Brassica cretica Lam. kommt im südlichen Griechenland inklusive Kreta und in der Südwesttürkei auf Küstenkliffen vor. Es ist eine ausdauernde (fünf- bis achtjährige) Form mit verzweigten, holzigen Strünken, fleischigen Blättern und hellgelben bis weißen Blüten.[8]
2. Brassica rupestris-incana-Komplex ist in Mittel- und Süditalien mit Sizilien und im Dinarischen Gebirge beheimatet.[8] Es ist eine heterogene Gruppe mit folgenden gemeinsamen Merkmalen: große, dünne, behaarte Blätter mit einem einzelnen hohen gipfelständigen Blütentrieb.
3. Brassica insularis Moris auf Korsika, Sardinien und in Tunesien sind niedrige, verzweigte Pflanzen mit steifen, fleischigen Blättern und großen weißen Blüten.
4. Brassica montana L., manchmal der Brassica-oleracea-Gruppe zugeordnet, wächst an der nördlichen Mittelmeerküste von Spanien, Frankreich und Italien.[8] Es sind strauchige, mehrjährige Pflanzen mit grünen, nicht blaugrauen Blättern.
5. Brassica oleracea L. wächst an den Küstenfelsen des Atlantiks von Spanien bis Südengland sowie auf Helgoland. Die Blätter sind graugrün und haarlos.

### Zuchtformen

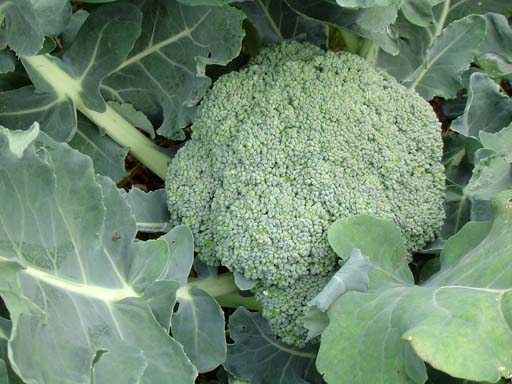
Broccoli

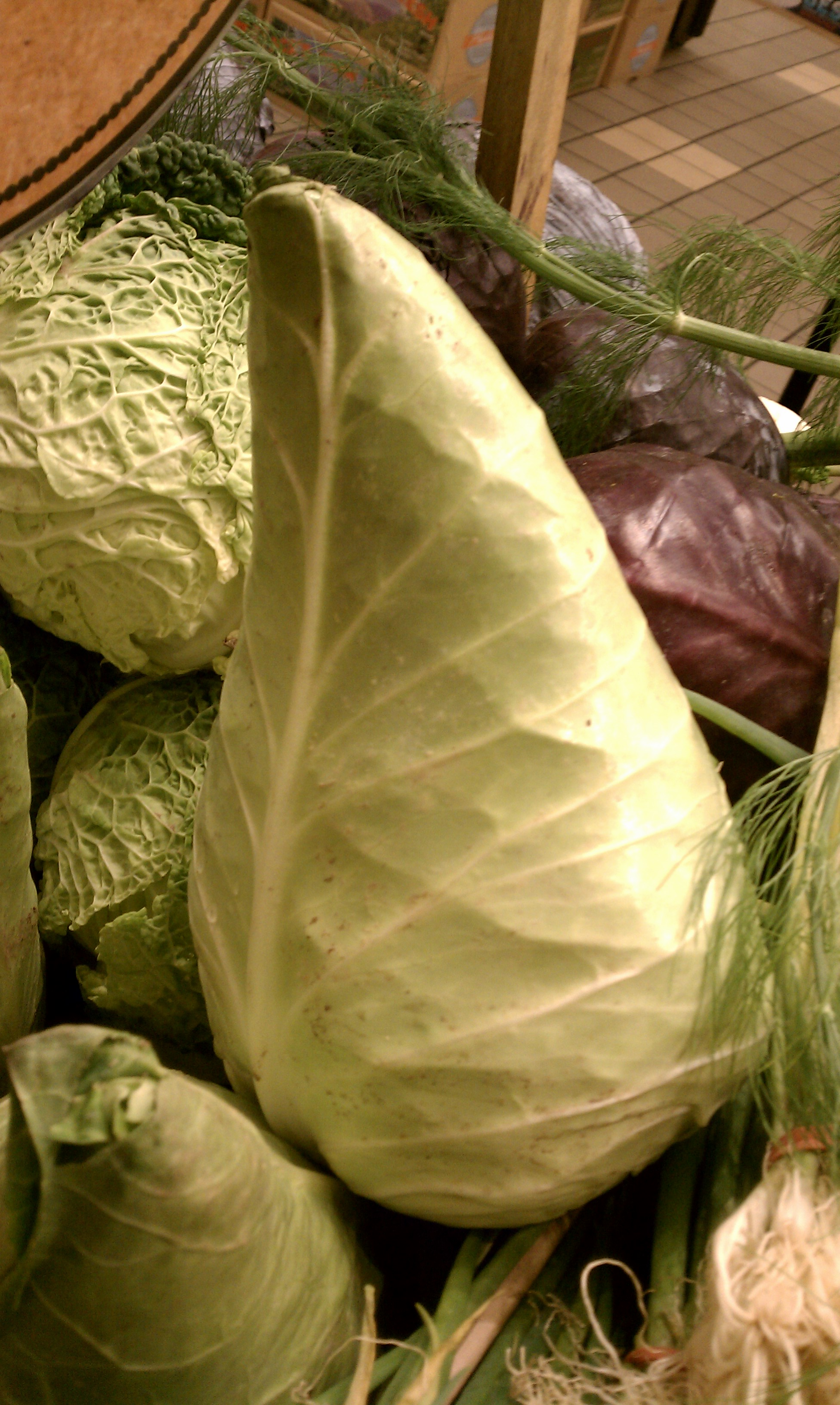
Spitzkohl

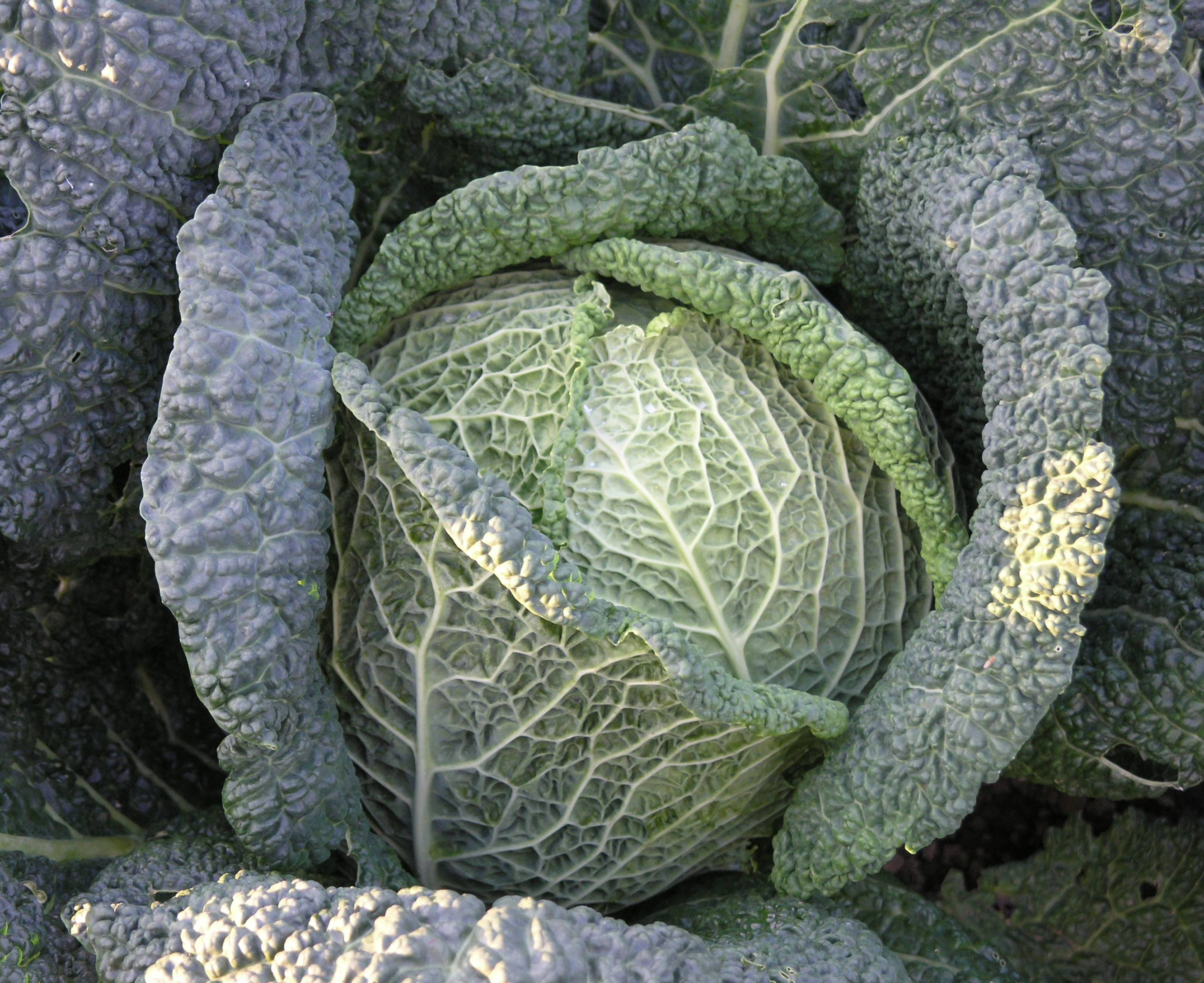
Wirsing

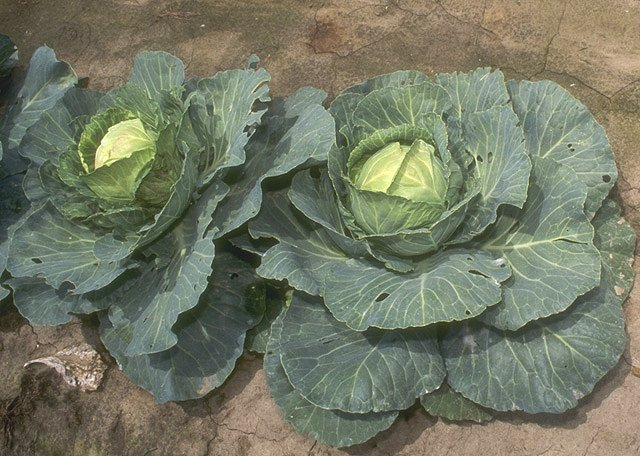
Weißkohl

Die vielen Zuchtformen des Gemüsekohls werden als Varietäten geführt. Man unterscheidet in der Regel (in Klammern die genutzten Pflanzenteile):
- Brassica oleracea var. sabellica L. = Grün- oder Krauskohl (Blätter)
- Brassica oleracea var. medullosa Thell. = Markstammkohl (Blätter, Sprossachse)
- Brassica oleracea var. gongylodes L. = Kohlrabi (verdickte Sprossachse)
- Brassica oleracea var. palmifolia DC. = Palmkohl (Blätter)
- Brassica oleracea var. viridis L. = Kuhkohl, Blattkohl, Staudenkohl (Blätter)

- Brassica oleracea convar. capitata L. = Kopfkohl
  - Brassica oleracea convar. capitata var. alba L. = Weißkohl, Weißkraut (Blätter des gestauchten Sprosses)
  - Brassica oleracea var. capitata fo. alba subfo. conica = Spitzkohl, Spitzkraut, Filderkraut
  - Brassica oleracea convar. capitata var. rubra L. = Rotkohl, Rotkraut (Blätter des gestauchten Sprosses)
  - Brassica oleracea convar. capitata var. sabauda L. = Wirsing, Savoyer Kohl (Blätter des gestauchten Sprosses)

- Brassica oleracea var. costata DC. = Rippenkohl
- Brassica oleracea var. botrytis L. = Blumenkohl, Karfiol (Blütenstände)
  - Brassica oleracea convar. botrytis var. botrytis L. = Romanesco (Blütenstände)
- Brassica oleracea var. italica Plenck = Brokkoli, Spargelkohl (Blütenstände)
- Brassica oleracea var. gemmifera DC. = Rosenkohl, Brüsseler Kohl (Blätter des gestauchten Seitensprosses)
- Brassica oleracea var. ramosa (DC.) Alef. = Strauchkohl, Verzweigter Staudenkohl, Baumkohl

Dagegen gehört der Chinakohl (Brassica rapa subsp. pekinensis) (Lour.) Hanelt zu den Rübsen (Brassica rapa).

## Nutzungsgeschichte
Wann und wo die Wildformen in Kultur genommen wurden, lässt sich nicht nachvollziehen. Noch 1980 wurde etwa auf Samos die dort wild vorkommende Brassica cretica von den Einheimischen auf den Äckern kultiviert. Alle Wildformen und Kulturformen sind miteinander kreuzbar. Der Grüne Krauskohl lässt sich zumindest für das Griechenland des 3. Jahrhunderts v. Chr. nachweisen, ebenso für Italien. In Deutschland findet er sich in den Kräuterbüchern des 16. und 17. Jahrhunderts. Kohlrabi und Markstammkohl werden von Plinius dem Älteren erwähnt, in Deutschland lässt er sich ab dem 16. Jahrhundert nachweisen. Die festen Kohlköpfe sind auch erst aus dieser Zeit nachgewiesen, dürften aber schon zur Zeit Hildegards von Bingen im 11. Jahrhundert existiert haben. Die Deutung von lateinisch strucium bzw. strutium (bzw. caulis agrestis) für Wildkohl als Brassica-Art ist wohl spekulativ. Brokkoli und Blumenkohl dürften aus Südgriechenland stammen. Über Genua (um 1490) dürften sie nach Frankreich, Flandern und Deutschland gekommen sein. Die ersten Abbildungen stammen von 1542. Der Rosenkohl wurde im 15. Jahrhundert in den spanischen Niederlanden beschrieben.

## Inhaltsstoffe
Neben Vitaminen und Mineralstoffen, beispielsweise Vitamin C, Vitamine des B-Komplexes, Betacarotin, Folsäure und Kalium, Calcium sowie Eisen, sind in Kohlgemüsen reichlich Ballaststoffe, Glucosinolate und sekundäre Pflanzenstoffe enthalten. 
Alle Kohlsorten enthalten organische Schwefelverbindungen, die den typischen Eigengeruch beim Garen und in der Verdauung bewirken.